# Илие Боложан
Илие Гаврил Боложан (на румънски: Ilie Gavril Bolojan) е румънски политик, временно изпълняващ длъжността президент на Румъния от 12 февруари 2025 г. до 26 май 2025 г. след оставката на Клаус Йоханис. На 26 май 2025 година предава поста на новият Румънски президент Никушор Дан. а по късно на 21 юни 2025 година е номиниран за министър-председател на Румъния от Никушор Дан. На 23 юни 2025 г. е официално избран за министър-председател на Румъния.

## Биография
Илие Боложан е роден на 17 март 1969 г. Завършва гимназията по математика и физика „Емануил Гойду“ в Орадя и учи механика (1988 – 1993) в Политехническия институт „Траян Вуя“ в Тимишоара и математика (1990 – 1993) в Западния университет в Тимишоара. Боложан става член на Националната либерална партия през 1993 г. През 1993 – 1994 г. е учител в Тилеагдското помощно училище.
През 2008 г. Боложан е избран за кмет на община Орадя с 50,3% от гласовете, като става първият кмет на града след 1989 г., избран на първи тур. Той стартира програма за административни и икономически реформи, модернизиране на инфраструктурата, възстановяване на историческия център и привличане на инвеститори, като по този начин Орадя става по-привлекателна от икономическа и туристическа гледна точка. През 2012 и 2016 г. Боложан е преизбран за кмет, като през 2016 г. получава 70,95% от гласовете.
През 2020 г. Боложан е избран за председател на окръжния съвет на окръг Бихор с 61,5% от гласовете. Той продължава да насърчава инфраструктурното развитие и проекти за привличане на инвестиции в окръга, подобряване на обществените услуги и създаване на по-ефективна и прозрачна административна система.
Боложан е председател на Сената на Румъния, когато Клаус Йоханис подава оставка на 12 февруари 2025 г. В съответствие със законите за наследяване на президентския пост Боложан става временно изпълняващ длъжността президент и се очаква да служи до избирането на нов президент на румънските президентски избори през 2025 г.